# Non stop sempre buio in sala
Non stop sempre buio in sala (noto anche con i titoli Una femmina bollente, Paola Senatore non stop... sempre buio in sala e Paola non-stop) è un film pornografico del 1985, considerato tra i più pregevoli del genere, diretto da Arduino Sacco (sotto lo pseudonimo di Dudy Steel).

## Trama
Paola è una giornalista in crisi dopo una storia d'amore finita male. Si innamora di un uomo, Marco, anch'egli tradito dalla propria moglie. Segue una successione di confessioni reciproche con la voce fuori campo di Paola che commenta le varie situazioni erotiche che si susseguono.

## Produzione
Il film, girato nel 1985, è la prima pellicola hard interpretata da Paola Senatore, l'unica che ammette di aver interpretato. Nel film l'attrice è impegnata principalmente in scene di sesso orale, particolarmente diffuse nelle produzioni italiane pornografiche degli anni ottanta perché, in quegli anni, la fellatio era la pratica sessuale più desiderata dagli spettatori e costituiva un tabù comune tra le donne.
A proposito del film, in un'intervista a Panorama, Paola Senatore ha più tardi dichiarato: «Io non mi sentivo coinvolta, niente emozioni, nessuna eccitazione, mi imbottivo di eroina. Quel partner era un amico, non lo amavo. Recitavo, in fondo era solo un gioco erotico».
L'attrice, incinta all'epoca delle riprese, ha per coprotagonista delle scene hard l'attore Claudio Campiglia. Come dichiarato sempre dalla stessa attrice, ella decide di realizzarlo (in soli due giorni tra l'altro), perché in preda al bisogno continuo di eroina e perché riteneva la pornografia un mestiere come un altro.
Il film è caratterizzato da dialoghi, improbabili e surreali tra i due protagonisti, che servono esclusivamente a raccordare le scene hardcore tra loro e sono utilizzati come pretesto per coprire i minuti minimi necessari per rendere accettabile la durata del lungometraggio.
Nei titoli di testa del film sono accreditati pochi componenti della produzione e del cast. La regia è attribuita ad Arduino Sacco, ma in realtà gran parte del film è stato diretto da Bruno Gaburro, anche se quest'ultimo ha sempre negato.

## La sfida erotica
Sempre nel 1985, poco dopo le riprese di Non stop sempre buio in sala, viene prodotto un secondo film hard con Paola Senatore: La sfida erotica. Il film è in realtà una pellicola ottenuta con il rimontaggio di scene hard non utilizzate nel precedente film e alcune scene con Marina Lotar, tratte da altri film pornografici. Diretto da Luigi Soldati, fu in realtà firmato dallo stesso Arduino Sacco, sempre con lo pseudonimo Dudy Steel. Il film viene realizzato all'insaputa di Paola Senatore, quando lei era in carcere (sarebbe stata arrestata per motivi inerenti alla droga poco dopo la realizzazione di Non stop sempre in buio in sala). Lo stesso Soldati dichiarò in seguito di non essere a conoscenza dei problemi di Paola Senatore: anzi egli era pure stupito del fatto che fosse «bella florida, un po' ingrassata». Nel film le due figure femminili principali si contendono lo stesso uomo, ma non si vedono mai entrambe contemporaneamente in una scena.